# Communauté de communes des Pays du Trec et de la Gupie
La communauté de communes des Pays du Trec et de la Gupie est une ancienne communauté de communes située en France, dans le département de Lot-et-Garonne en région Aquitaine.

## Quelques chiffres
La communauté de communes rassemble neuf communes :
| - Seyches - Castelnau-sur-Gupie - Puymiclan - Escassefort - Saint-Barthélemy-d'Agenais | - Lagupie - Caubon-Saint-Sauveur - Saint-Avit - Agmé |  |